# I misteri di Londra (Féval)
I misteri di Londra (Les Mystères de Londres) è un romanzo d'appendice di Paul Féval scritto nel 1844 sotto lo pseudonimo di Francis Trolopp.
Il romanzo fu scritto sulla scia del successo de I misteri di Parigi di Eugène Sue, che risale agli anni 1842-43.
La storia è ambientata principalmente a Londra in un anno imprecisato (183…).

## Trama
La vicenda ruota intorno alla misteriosa figura del marchese Rio-Santo, arrivato da poco a Londra. Aristocratico alla moda, ricchissimo e molto ammirato in società, Rio-Santo è, a dispetto del suo nome, un irlandese ed è a capo di una vastissima associazione di malfattori chiamata “Gentlemen of the Night”. Suo scopo è di rovesciare l'odiata Inghilterra tramite una complicata e possente macchinazione che si estende da Londra fino all'India, alla Cina, al Canada.

## Personaggi
- José Maria Tellès de Alarcaon, marchese di Rio Santo / Fergus O'Breane / Mr Edward: Fergus è la figura centrale del romanzo. Vedendo la sua famiglia rovinata dall'Inghilterra, Fergus decide di vendicarsi. Si innamora poi di Mary FacFarlane, ma suo cognato MacNab (padre di Stephen) è contrario al matrimonio: egli vorrebbe vedere Mary in sposa a Godfrey di Lancester. Godfrey insulta Fergus che, attaccato, si difende e viene condannato ingiustamente. Deportato in Australia, Fergus riesce a scappare e a costruire la sua fortuna, mentre elabora il suo piano di vendetta contro l'Inghilterra. Dapprima si reca in Brasile, dove ottiene il titolo di marchese; poi viaggia a lungo in cerca di appoggio diplomatico e di denaro, arrivando anche a conoscere Napoleone sull'isola di Sant'Elena. Ritornato sul suolo inglese, Fergus si mette a capo della Famiglia, un'organizzazione di criminali, e uccide MacNab. Arrivato infine a Londra dopo vent'anni di volontario esilio (qui inizia il romanzo), Fergus, o meglio il marchese di Rio-Santo, si preparano a sferrare il colpo finale all'odiata Inghilterra.
- Susannah (Suky) Spencer / Principessa di Longueville: figlia di Mary MacFarlane e Godfrey de Lancester (parentele che ella stessa ignora), Susannah viene ingaggiata dai servitori di Rio-Santo per fingersi la principessa di Longueville. Si innamora, ricambiata, di Brian de Lancester.
- Brian de Lancester: fratello cadetto di Godfrey de Lancester, dandy dal carattere ardito, vive in miseria. Si innamora di Susannah, ma è costretto a lasciarla quando scopre che ella è sua nipote.
- Godfrey de Lancester, Conte di White-Manor: sposo di Mary MacFarlane, la ripudia credendo che ella l'abbia tradito con Fergus O'Breane e affida la figlia Susannah ad un criminale, Ismail Spencer. Violento e sfinito dai vizi, nega qualsiasi aiuto al fratello Brian, che perciò vive in miseria.
- Angus MacFarlane : migliore amico di Fergus O'Breane, padre di Clary e di Anne, fratello di Mary e cognato di MacNab padre.
- Clary MacFarlane: figlia di Angus, si innamora prima di Stephen poi di Rio-Santo. Viene rapita dal dottor Moore, cinico e infido servitore di Rio-Santo, perché si possa testare su di lei una cura destinata a Mary Trevor. Ha un ruolo fondamentale nei capitoli finali del romanzo.
- Anne MacFarlane: sorella di Anne, viene rapita insieme a lei su ordine di Godfrey de Lancester. Viene liberata da Angelo Bembo.
- Stephen MacNab: cugino di Clary e Anne e amico di Frank Perceval, vuole vendicare la morte del padre.
- Mary Trevor: promessa sposa prima di Frank Perceval, poi di Rio-Santo, a cui aprirebbe le porte per un titolo di pari di Inghilterra.
- Frank Perceval: promesso sposo di Mary Trevor, amico di Stephen, si batte in duello con Rio-Santo e ne esce sconfitto.
- Mary MacFarlane: unico amore di Fergus/Rio-Santo, sorella di Angus, cognata di MacNab padre, è stata la moglie di Godfrey de Lancester prima che questi la ripudiasse.  È la madre di Susannah.
- Tyrrel il Cieco/Edmund Mackensie/Ismail Spencer: falsario ebreo, gli viene affidata la piccola Susannah da Godfrey de Lancester. Sussanah crede perciò che Ismail sia suo padre. Ismail viene poi impiccato, ma riesce a sopravvivere e prende il nome di Tyrrel il Cieco. In quanto membro della Famiglia, è uno dei servitori di Rio-Santo.
- Angelo Bembo: cavaliere maltese al servizio di Rio-Santo, fedele e coraggioso, si innamora di Anne MacFarlane.

## Parti
Il romanzo è diviso in sei parti:
- I Gentiluomini della Notte (Les Gentilshommes de la Nuit)
- La Figlia dell'Impiccato (La Fille du Pendu)
- La Grande Famiglia (La Grande Famille)
- Il Marchese di Rio-Santo (Le Marquis de Rio-Santo)
- Guerra all'Inghilterra (Guerre à l'Angleterre)
- Il Granello di Sabbia (Le Grain de Sable)

## Rio-Santo e Montecristo
Rio-Santo è certamente servito da modello ad Alexandre Dumas per la figura di Edmond Dantès. Sono vari i punti di contatto fra i due protagonisti, specialmente:
- la ricchezza e la potenza apparentemente illimitate e il fascino che esercitano su chiunque li incontri;
- il mistero che li avvolge e il passato da grandi viaggiatori, in particolare in Oriente (nei paesi arabi per Montecristo, in Cina, India, Brasile ecc. per Rio-Santo);
- il desiderio di vendetta causato da un amore perduto per una donna che continua ad amarli (Mary MacFarlane per Rio-Santo, Mercedes per Montecristo), e da una condanna ingiusta.

È vero d'altra parte che la vendetta di Edmond Dantès, indirizzata contro coloro che l'hanno fatto imprigionare ingiustamente, è più personale e mirata rispetto a quella di Rio-Santo, che ha come obbiettivo la distruzione dell'Inghilterra e il trionfo dell'Irlanda. L'unica vendetta personale che Rio-Santo compie è l'assassinio di MacNab durante un duello. 
Inoltre, il personaggio di Edmond Dantès è più combattuto di quello di Rio-Santo. Dumas rende spesso partecipe il lettore delle riflessioni del suo protagonista, mentre Fèval fa prevalere il mistero. La differenza di prospettiva si riflette anche nella struttura delle trame: mentre la storia di Edmond viene raccontata in modo lineare, dall'inizio alla fine, così che il lettore la conosce praticamente nella sua interezza, le ragioni dietro le azioni di Rio-Santo emergono solo nel capitoli da II a V della quarta parte.